# Maddalena leggente (Rogier van der Weyden)
La Maddalena leggente è un frammento di una pala d'altare realizzata tra il 1435 e il 1438 da Rogier van der Weyden. È conservata alla National Gallery di Londra dal 1860.
L'opera ritrae una donna pallida, con gli zigomi alti e le palpebre ovali tipici dei ritratti delle donne nobili realizzati in quel periodo. La figura è identificabile con Maria Maddalena grazie alla giara di unguento posizionata in primo piano, il suo tradizionale segno di riconoscimento nell'arte cristiana.
La Maddalena, completamente assorta nella lettura, è un modello di vita contemplativa; si è pentita dei suoi peccati ed è stata assolta. Nella tradizione cattolica la sua figura è stata talvolta un tutt'uno con quella di Maria di Betania, che unse i piedi di Gesù, e l'anonima «peccatrice» citata nel Vangelo secondo Luca. L'iconografia della Maddalena normalmente la mostra con un libro in mano, in un momento di riflessione, in lacrime o con lo sguardo distolto.
Lo sfondo dell'opera era stato ridipinto con uno spesso strato di pigmento marrone che copriva l'originale. Una pulitura eseguita nel 1955–1956 ha rivelato la figura in piedi dietro la Maddalena, la figura inginocchiata a piedi scalzi e il paesaggio visibile attraverso una finestra. L'uomo alle spalle della Maddalena è San Giuseppe; il frammento che completa questa figura è conservato al Museo Calouste Gulbenkian di Lisbona assieme ad un altro pannello, forse anch'esso parte della stessa pala d'altare, che raffigura probabilmente Santa Caterina d'Alessandria. Tali frammenti sono grandi un terzo della Maddalena leggente, che misura 62,2 cm × 54,4 cm.
La pala d'altare originale era una sacra conversazione, ed è conosciuta solo attraverso un disegno, la Vergine col Bambino e i santi, conservato al Museo nazionale di Stoccolma e realizzato alla fine del Cinquecento. Tale disegno mostra che la Maddalena occupava l'angolo in basso a destra della pala d'altare.
Nonostante abbia avuto grande successo in vita, van der Weyden venne dimenticato nel XVII secolo per essere riscoperto solo nel XIX. Il primo documento che cita la Maddalena leggente risale ad una vendita del 1811. Dopo essere passata da un venditore d'arte all'altro nei Paesi Bassi, l'opera finì nelle mani di un collezionista parigino, per poi essere comprata dalla National Gallery di Londra nel 1860.
Secondo lo storico dell'arte Lorne Campbell la Maddalena leggente è «uno dei grandi capolavori dell'arte del Quattrocento e tra le opere più importanti del primo van der Weyden».

## Storia

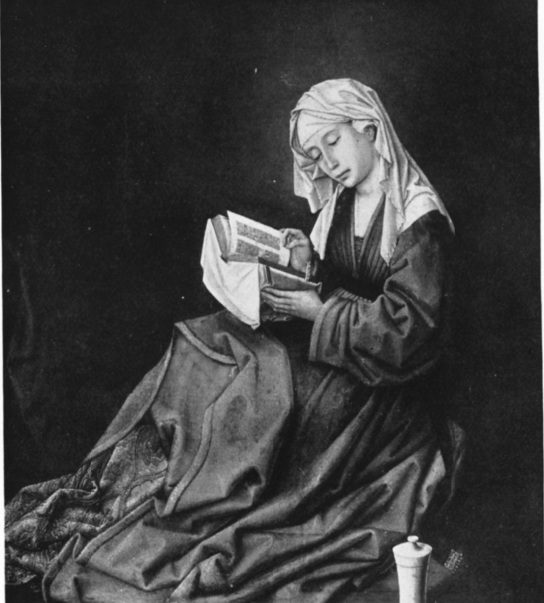
Una fotografia del pannello scattata negli anni trenta, prima della pulitura che ha rivelato le figure dietro la Maddalena e lo sfondo. Le ragioni dietro la copertura dello sfondo e della separazione della pala d'altare sono sconosciute.

La pala d'altare è stata probabilmente realizzata dopo la nomina di van der Weyden a pittore della città di Bruxelles, avvenuta nel 1435, e il 1438. La National Gallery riporta come datazione ufficiale «prima del 1438». Lo storico dell'arte John Ward fa notare che il dipinto è un capolavoro che van der Weyden deve aver creato all'inizio della propria carriera, quando era ancora fortemente influenzato da Robert Campin; basandosi sulle similarità con la Pala Werl, propone il 1937 come data di realizzazione.
Dato che, come molti dei primitivi fiamminghi, van der Weyden venne riscoperto solo nel XIX secolo, molte delle sue opere sono state attribuite o datate erroneamente, ed opere importanti, come ad esempio l'Altare Miraflores, continuano ad emergere. In altri casi, quando varie opere attribuite a van der Weyden o ai suoi assistenti vennero restaurate nella metà del Novecento, la sua mano e la diretta influenza vennero sconfessate, o nel caso della Maddalena, associate con altre immagini la cui attribuzione era incerta.
La prima documentazione riguardante la Maddalena leggente risale alla vendita, nel 1811, delle proprietà di Cassino, un semisconosciuto collezionista di Haarlem; a quel punto l'opera era già stata divisa dalla pala d'altare. Il dipinto è stato poi registrato nell'inventario di Demoiselles Hoofman, anch'egli di Haarlem. Dopo essere passato ai fratelli Nieuwenhuys, importanti commercianti d'arte del periodo dei primitivi fiamminghi, passò nelle mani del parigino Edmond Beaucusin, che possedeva una piccola collezione di opere dei primitivi fiamminghi che venne comprata da Charles Lock Eastlake per la National Gallery di Londra nel 1860 (nella collezione c'erano anche due ritratti di Robert Campin e a vari pannelli di Simon Marmion), in un momento in cui c'era la forte volontà di aumentare il prestigio della galleria. Lo sfondo dell'opera, pulito solo negli anni cinquanta, è stato ridipinto probabilmente prima del 1811. In generale «la superficie dipinta è in condizioni molto buone», anche se migliore nelle parti che non sono state modificate, e con qualche perdita minore.
La Maddalena leggente venne trasferita dal suo pannello originale in quercia ad uno in mogano Swietenia da uno sconosciuto artigiano tra il 1828 e l'acquisizione dalla National Gellery nel 1860. Il blu oltremare artificiale rinvenuto sul fondo del pannello in mogano indica che il lavoro è stato eseguito dopo il 1830. Le opere di Lisbona sono ancora sui pannelli originali.
Il disegno di Stoccolma venne scoperto in un inventario tedesco intorno al 1916 ed è probabilmente di origini svedesi. lasciato in eredità dal collezionista norvegese Christian Langaad al Museo nazionale di Stoccolma nel 1918.

## Descrizione

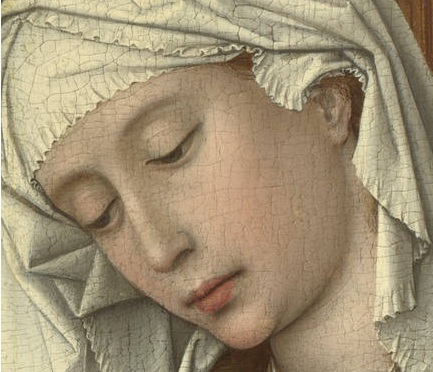
Un dettaglio che mostra il viso della Maddalena. Da notare l'incarnato molto pallido e l'assenza di ciglia e sopracciglia, caratteristiche queste che riflettevano l'ideale di bellezza del tempo.

Maria Maddalena nella pittura rinascimentale è un composto di varie figure bibliche. Qui è basata su Maria di Betania, che veniva identificata come la Maddalena nella tradizione cattolica romana. Maria di Betania sedeva ai piedi di Gesù e «ascoltava la sua parola», per questo viene vista come una figura contemplativa in opposizione alla sorella Marta, che invece rappresentava la vita attiva in quanto voleva che Maria l'aiutasse nelle faccende domestiche.
Maria Maddalena qui è ritratta come una giovane donna seduta, mite, con la testa inclinata e gli occhi appena distolti dall'osservatore. È assorta nella lettura di un testo sacro e sembra inconsapevole di ciò che la circonda. Van der Weyden le ha dato una quieta dignità, nonostante spesso sia considerato il più emozionale dei primitivi fiamminghi, soprattutto se confrontato a van Eyck. Sulla copertina del libro è cucita una chemise di tessuto bianco che funge da protezione. Secondo Lorne Campbell il manoscritto «è abbastanza simile ad una Bibbia francese del XIII secolo» ed è «chiaramente un testo devozionale». Era raro per i ritratti contemporanei mostrare una donna intenta a leggere; se la modella stessa era in grado di farlo è molto probabile che appartenesse al ceto nobiliare.
La Maddalena è seduta su un cuscino rosso con la schiena appoggiata ad una credenza di legno; il suo contorno semicircolare indica il suo sereno distaccamento da ciò che la circonda. Sopra la credenza sono visibili le basi di vari oggetti, che spesso vengono tagliati nelle riproduzioni. L'oggetto sulla destra sembra essere una brocca, forse un reliquiario, mentre quello più a sinistra potrebbe rappresentare una porta.. Ai suoi piedi troviamo il suo emblema, la giara di alabastro con cui portò gli aromi al sepolcro per ungere Gesù. Il paesaggio che si vede attraverso la finestra mostra un canale, sulla riva più vicina un balestriere che sta mirando a qualcosa e due figure che camminano sulla riva opposta il cui riflesso è visibile sull'acqua.

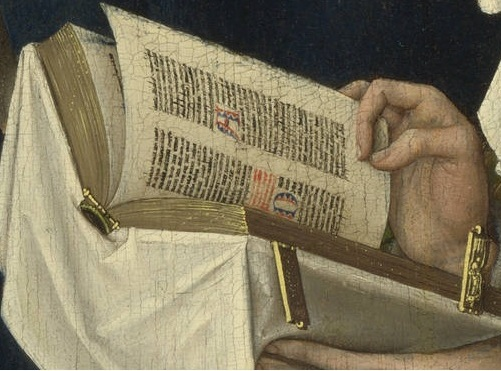
Dettaglio del libro, probabilmente un libro delle ore, decorato con un panno bianco e chiusure dorate.

La posa scelta da van der Weyden per la Maddalena è simile a quella di molte altre donne nei dipinti religiosi del suo maestro Robert Campin e della relativa bottega. Ricorda da vicino, sia nel tema che nel tono, la figura di Santa Barbara nella Pala Werl, ed anche la Vergine dell'Annunciazione attribuita a Campin che si trova a Bruxelles. Anche la Vergine nel Trittico di Mérode rappresenta una versione di questa posa, anche se con alcune differenze.
Il viso della Maddalena sembra quasi scolpito, e gli elementi dei suoi vestiti sono resi anche nei dettagli più minuti, com'era nello stile di van der Weyden. Indossa una veste verde strettamente legata sotto il busto da una fascia blu; il broccato d'oro della sottogonna ha un orlo decorato con dei gioielli.
Nel medioevo il pelo simboleggiava la sessualità femminile ed era comunemente associato alla Maddalena. Qui la presenza di indumenti vellutati, degli orli pellicciati della veste e dei capelli che spuntano dal velo sono un accenno al passato da prostituta della Maddalena, in una «mescolanza di purezza ed erotismo», secondo il critico d'arte Charles Darwent. Il medievalista Philip Crispin spiega che artisti come Hans Memling e Quentin Matsys spesso ritraevano la Maddalena in pelliccia, proprio come la Maddalena leggente di van der Weyden.

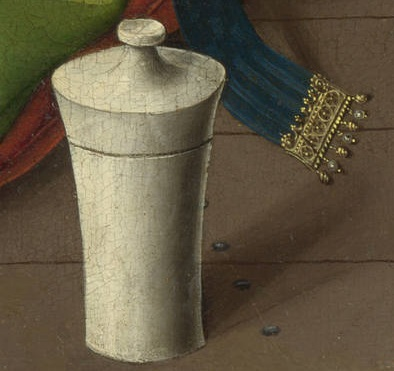
Un dettaglio della giara e dei chiodi delle assi del pavimento nell'angolo in basso a destra del pannello. Da notare l'attenzione dedicata alla fibbia dorata e all'ombra della giara.

Il livello di dettaglio raggiunto da van der Weyden è stato descritto da Campbell come «ben maggiore» di quello di Jan van Eyck. Le labbra della Maddalena sono dipinte con sfumature di vermiglione, bianco e rosso che mescolati danno un aspetto trasparente ai bordi. La pelliccia della veste è dipinta con colori che vanno dal grigio al bianco e nero quasi puri. Van der Weyden ha dato al pelo un aspetto “ruvido” dipingendo linee parallele alla linea del vestito e poi allargando il colore prima che si asciugasse. L'oro della veste è reso con vari impasto, e dipingendo linee e punti di varie dimensioni e colore.
Anche molti degli oggetti che la circondano sono resi in maniera dettagliata, in particolare il pavimento di legno, i chiodi con cui è fissato, le pieghe della veste e gli abiti delle figure all'esterno, così come gli effetti luminosi sulle perle di cristallo del rosario di San Giuseppe e sugli ornamenti dorati del libro.
Lorne Campbell descrive figura della donna visibile in lontananza attraverso la finestra e il suo riflesso sull'acqua come «piccoli miracoli pittorici», e aggiunge che «l'attenzione al dettaglio supera di molto quella di Jan van Eyck e l'abilità di esecuzione lascia senza parole». Campbell nota anche che l'osservatore non avrebbe potuto notare questi piccoli dettagli una volta appesa la pala d'altare.
Altre aree del pannello sono state descritte come monotone e banali. Un critico ha scritto che le aree del pavimento e gran parte della credenza dietro la Maddalena sembrano incompiuti e «troppo scarsi e piatti negli effetti».

## Gli altri frammenti

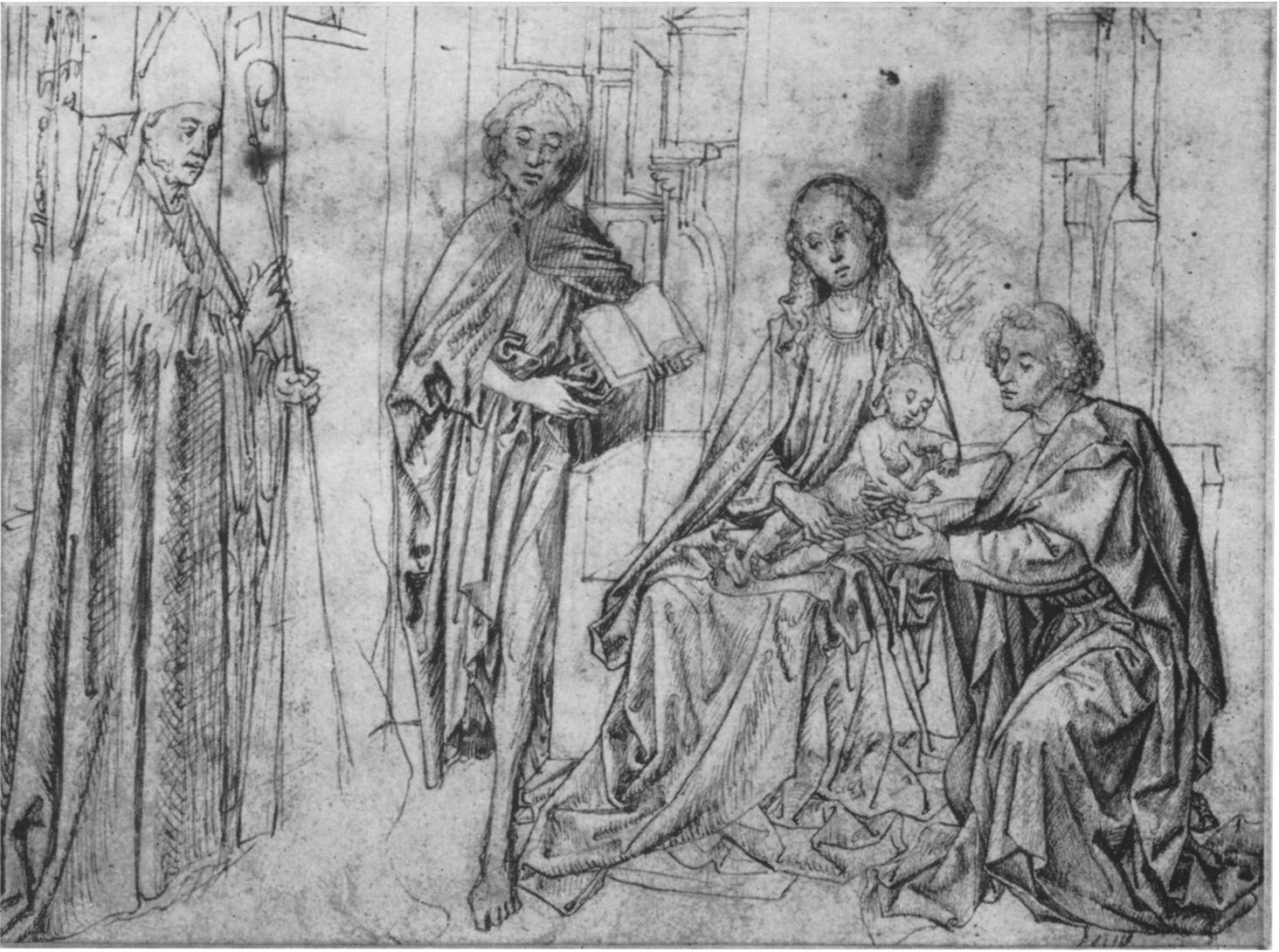
La Vergine col Bambino e i santi, il disegno custodito al Museo nazionale di Stoccolma, probabilmente mostra una porzione della pala d'altare originale, nella quale la maddalena leggente si trova nell'angolo in basso a destra.

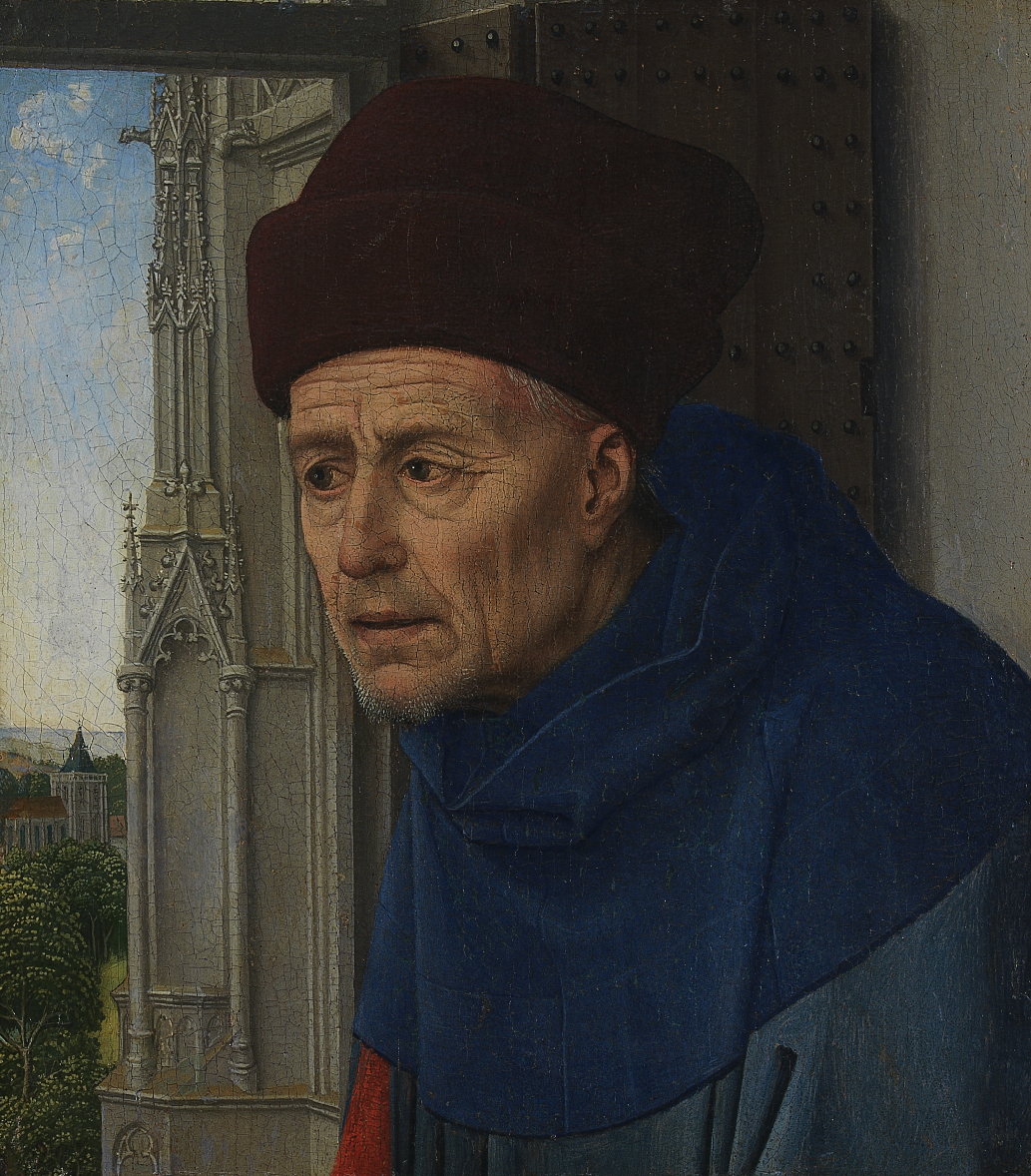
Testa di San Giuseppe (frammento).. Museo Calouste Gulbenkian, Lisbona. Si pensa che questo pannello raffiguri San Giuseppe, il cui corpo è visibile dietro la Maddalena leggente.

È stato ipotizzato che il disegno chiamato Vergine col Bambino e i santi, conservato al Museo nazionale di Stoccolma, sia una copia ad opera di un seguace di van der Weyden (forse l'anonimo Maestro degli studi di drappeggi) di una porzione della pala d'altare originale. Il disegno ha uno sfondo abbozzato ed illustra, da sinistra a destra: un vescovo santo con una mitria e un pastorale mentre compie una benedizione; alcune linee verticali ondulate che suggeriscono il contorno della veste di una figura inginocchiata lasciata incompleta, una figura a piedi nudi e con la barba in vesti povere con un libro in mano che è stata identificata con San Giovanni Battista, una Vergine seduta mentre tiene in braccio Gesù bambino, il quale è rivolto a destra, intento a leggere un libro tenuto in mano da un uomo inginocchiato, San Giovanni Evangelista. Il disegno si ferma alla veste di Giovanni, all'incirca nel punto in cui nella Maddalena leggente il bastone da passeggio di San Giuseppe incrocia la veste della Maddalena. Questo ci suggerisce che forse il pannello della Maddalena fu il primo ad essere separato dagli altri.

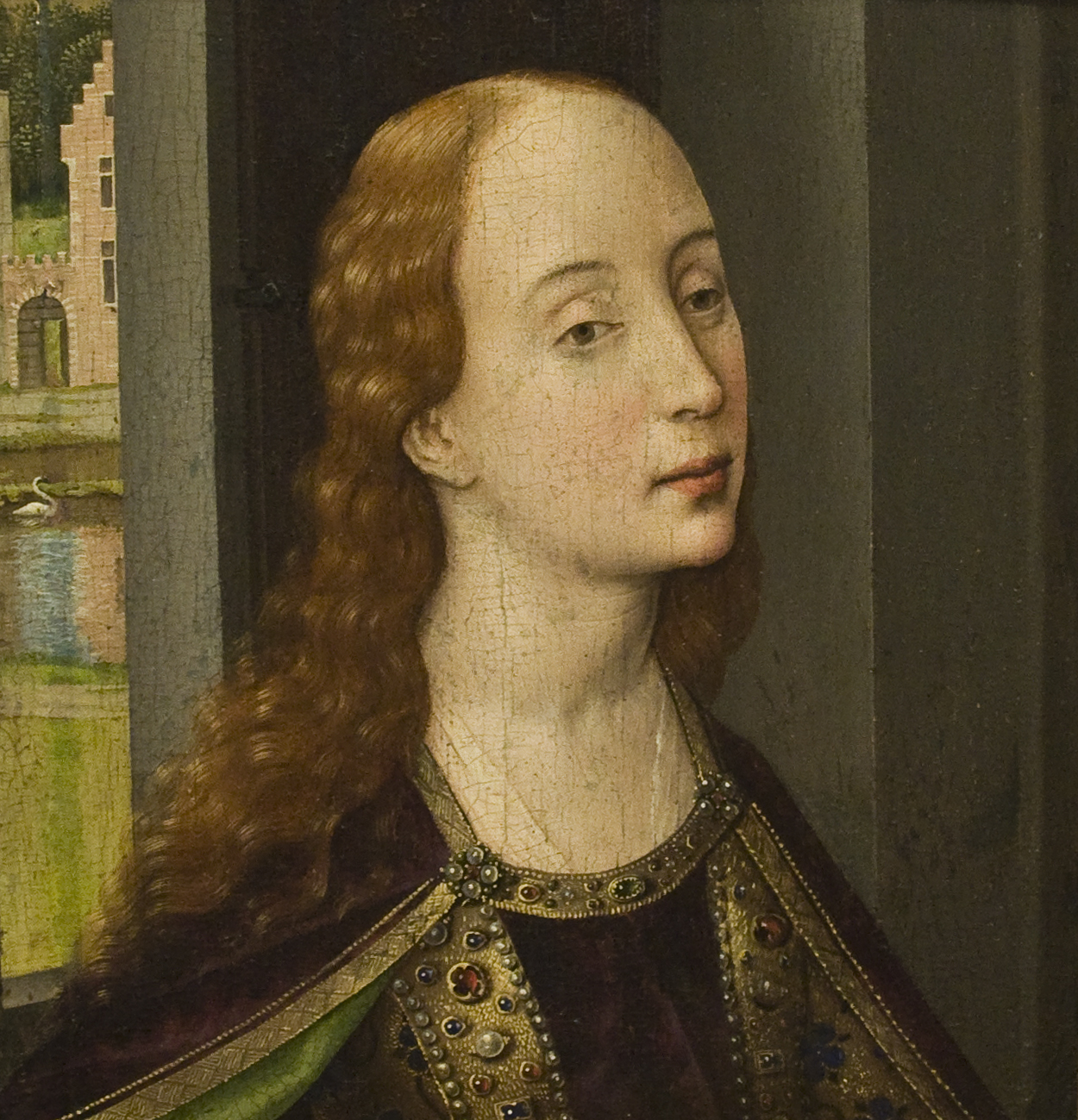
Testa di una santa (Santa Caterina?) (frammento). 21cm x 18cm. Museo Calouste Gulbenkian, Lisbona. Una possibile rappresentazione di Santa Caterina d'Alessandria. È di qualità inferiore agli altri due frammenti, forse perché completata da membri della bottega di van der Weyden.

La pala d'altare di cui la Maddalena leggente faceva parte è stata divisa in almeno tre pezzi prima del 1811, forse perché danneggiata, nonostante la Maddalena sia conservata in buone condizioni. Lo strato di pittura che copriva lo sfondo e le altre due figure è stato probabilmente aggiunto dopo l'inizio del Seicento, quando la pittura fiamminga passò di moda. Secondo Campbell prima del restauro il dipinto «sembrava abbastanza simile ad un'opera di genere da appendere in una rinomata collezione di dipinti olandesi del XVII secolo». Dalla dimensione dei tre pannelli in relazione al disegno si stima che l'originale fosse alto almeno un metro e largo 1.5, come le piccole pale d'altare del periodo; il vescovo e la Maddalena sembrano demarcare chiaramente le estremità orizzontali, ma la lunghezza del dipinto al di sotto delle figure del disegno non può essere stabilita con certezza.
La connessione fra le tre opere è emersa solo dopo la pulitura del 1955. Le opere di Lisbona sono state citate in un documento solo nel 1907, quando apparvero nell'inventario della collezione di Léo Lardus a Suresnes, in Francia.
Il pannello di Londra mostra gran parte dei vestiti di altre due figure. Alla sinistra della Maddalena c'è la veste di quella che sembra essere una figura inginocchiata. La figura e la veste, e meno precisamente lo sfondo, combaciano con San Giovanni Evangelista inginocchiato. Dietro la Maddalena c'è un uomo in piedi in una veste blu e rossa, con un rosario di perle in una mano (che ricorda da vicino quello nel Ritratto dei coniugi Arnolfini, dipinto nello stesso periodo da van Eyck ed appeso di fianco alla Maddalena leggente alla National Gallery) e un bastone da passeggio nell'altra. Un pannello del Museo Calouste Gulbenkian di Lisbona mostra la mano di una figura, forse San Giuseppe; lo sfondo e i vestii combaciano con quelli della figura dietro la Maddalena nel pannello di Londra.
A Lisbona c'è un altro piccolo pannello raffigurante la testa di una donna riccamente vestita che è apparso per la prima volta nel 1907 assieme al pannello di San Giuseppe nell'inventario di Leo Nardus. La figura potrebbe rappresentare Santa Caterina d'Alessandria, e da entrambi gli angoli della sua veste e dal fatto che il fiume che si vede dietro di lei è parallelo a quello che si vede sullo sfondo della Maddalena leggente si pensa che fosse inginocchiata. Nel disegno di Stoccolma forse si vedono le tracce del suo vestito. Il pannello di san Giuseppe mostra uno scorcio di un paesaggio attraverso una finestre; se nell'altro pannello la donna è inginocchiata, gli alberi sopra il corso d'acqua si allineerebbero con quelli del pannello londinese. Alcuni storici dell'arte, tra cui Martin Davies e John Ward sono stati cauti nel collegare il pannello di Santa Caterina alla pala d'altare originale, anche se è indubbio che l'opera sia autografa di van der Weyden o di qualche seguace a lui molto vicino. La prova contro l'inclusione del pannello nella pala d'altare originale sarebbe che il telaio della finestra dietro Santa Caterina è semplice, mentre quello dietro San Giuseppe è cianfrinato. Tale incoerenza in un singolo lavoro di van der Weyden è strana. I pannelli hanno lo stesso spessore (1.3 cm) e quasi identiche dimensioni: 18.6 cm x 21.7 cm per Santa Caterina, 18.2 cm x 21 cm per San Giuseppe.
Secondo Campbell anche se la testa di Santa Caterina è «ovviamente disegnata e dipinta meno bene della Maddalena», ma «sembra probabile» che i tre frammenti vengano dallo stesso originale; Campbell fa notare che «circa a metà del lato destro di questo frammento [quello di Santa Caterina] c'è un piccolo triangolo di rosso contornato da una pennellata continua nel disegno preparatorio […] È probabile che il rosso sia parte del contorno della figura mancante del Battista». Questo particolare si trova sul lato esterno del pannello, ed è visibile solo una volta rimossa la cornice. Ward è convinto che corrisponda direttamente con la piega della veste di San Giovanni.
Il disegno di Stoccolma contiene uno stretto spazio vuoto alla destra del vescovo con alcune linee che potrebbero rappresentare il profilo della figura inginocchiata di Santa Caterina. Anche se nessuna delle facce nei tre pannelli combacia con quelle del disegno, una ricostruzione del 1971 ad opera dello storico dell'arte John Ward, che combina i tre lavori in una composizione in cui la Vergine e il Bambino sono al centro contornati da sei santi, è oggi ampiamente accettata. La storia del disegno di Stoccolma prima dell'Ottocento è sconosciuta, eccetto che nel verso è presente un'incisione, ora in Portogallo, di una Vergine col Bambino attribuita ad una bottega di Bruxelles degli anni quaranta del Quattrocento.

## Iconografia

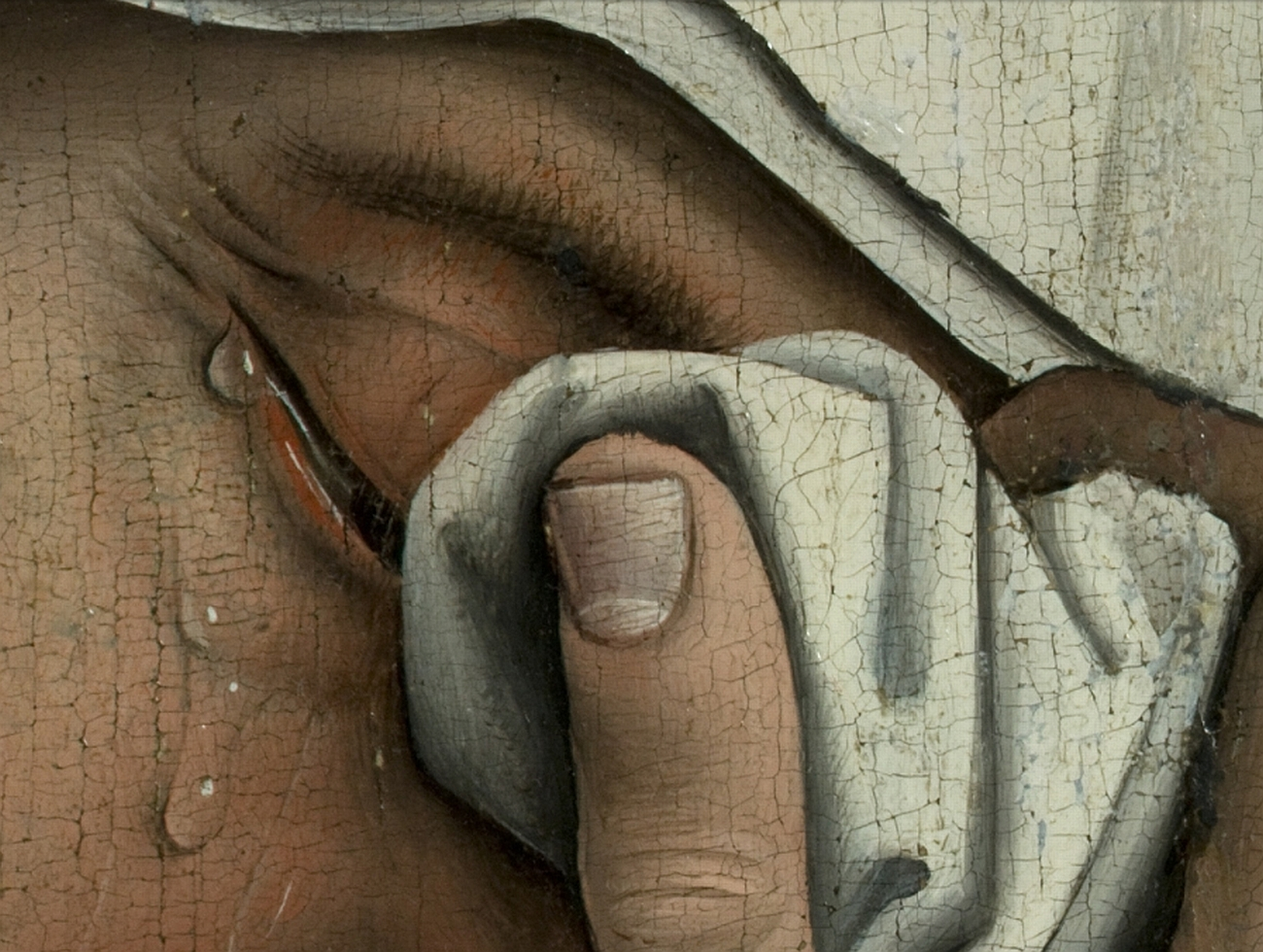
Dettaglio della lacrime e di un occhio di Maria di Cleofa nella Deposizione di Rogier van der Weyden.

La Maddalena di Van der Weyden è basata su Maria di Betania, «quella che aveva cosparso di olio profumato il Signore e gli aveva asciugato i piedi con i suoi capelli», e sorella di Lazzaro. Ai tempi di Papa Gregorio I (540–604) era associata identificata come la prostituta pentita di Luca 7, 36-50. Più avanti venne associata alla lettura e al pianto causato dalla misericordia di Gesù, come si può vedere, ad esempio, in varie opere di Jacopo Tintoretto o del Tiziano dove è intenta a leggere, guarda verso l'alto oppure, a volte, è rivolta timidamente verso l'osservatore. In The Crying Face Mosche Barasch spiega che al tempo di van der Weyden, nel Quattrocento, il gesto di distogliere o nascondere gli occhi divenne una «formula pittorica per il pianto».

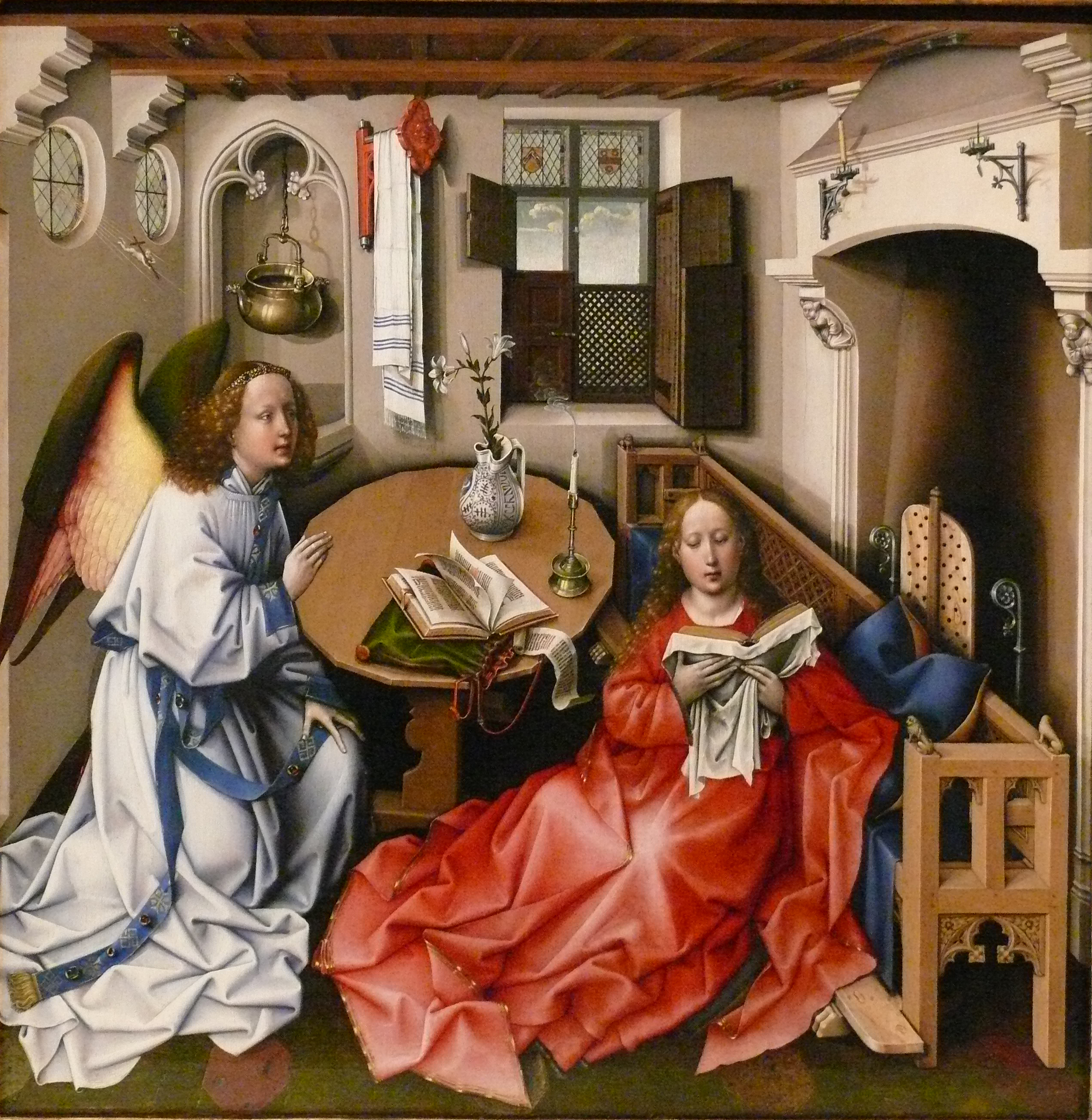
L‘Annunciazione del Trittico di Mérode, attribuito a Robert Campin, Bruxelles, c. 1420–1440, dove la figura della Vergine ricorda la Maddalena leggente.

Nel medioevo lettura e devozione, che prevedeva anche il ritiro dalla vita pubblica, divennero sinonimi. Nella Maddalena leggente si riflette anche la sempre maggiore alfabetizzazione delle donne delle classi nobiliari, testimoniata dall'aumento della produzione di salteri e libri delle ore. Inoltre la Maddalena stessa era associata alla testo scritto, dato che era una testimone della morte di Cristo e della sua Resurrezione, e ne diffuse la notizia. L'immaginario della Maddalena delinea anche l'idea di Cristo come parola, rappresentata da un libro, con la Maddalena che da lettrice impara la storia della propria vita in un momento di riflessione e pentimento. La sua devozione alla lettura riflette il suo tradizionale status di prostituta pentita, ma anche quello di veggente o profetessa. Secondo la leggenda, la Maddalena visse gli ultimi trent'anni della sua vita come eremita sul Massiccio della Sainte Baume ed è spesso ritratta con un libro, leggendo o scrivendo, proprio in riferimento agli ultimi anni di contemplazione e penitenza. Entro il Duecento l'immagine della Maddalena era quella della donna che in passato era disonorata ma che ora, coperta dai suoi lunghi capelli, nascondeva la sua nudità in esilio e «sostenuta dagli angeli, fluttua tra paradiso e Terra».
La giara di unguento della Maddalena era comune nel lessico artistico del periodo in cui visse van der Weyden. Maria di Betania potrebbe aver usato la giara quando si pentì dei suoi peccati ai piedi di Cristo nella propria casa; nel Rinascimento l'immagine della Maddalena era quella di una donna che lavò i piedi di cristo con le lacrime e li asciugò con i propri capelli. Versando il prezioso olio di nardo sui piedi di Cristo divenne anche un simbolo dei Sacramenti che prevedono l'unzione con il crisma.

## Galleria d'immagini

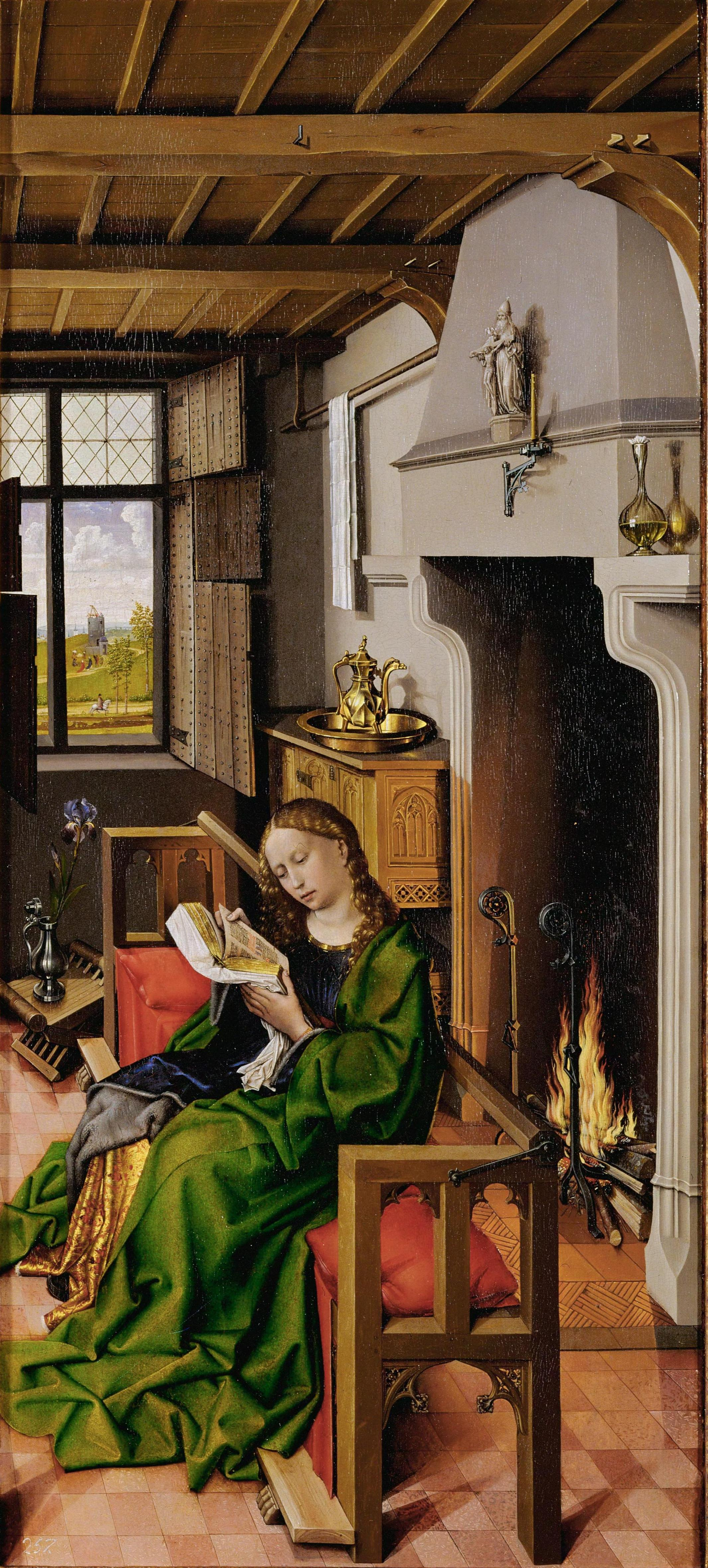
La Santa Barbara dell'ala destra della Pala Werl di Robert Campin, 1438. Museo del Prado. Campin fu un maestro per van der Weyden ed influenzò in maniera decisa le sue opere. Anche qui, come nell'opera di van der Weyden, l'unico movimento è quello compiuto dalla Maddalena per girare la pagina del libro.
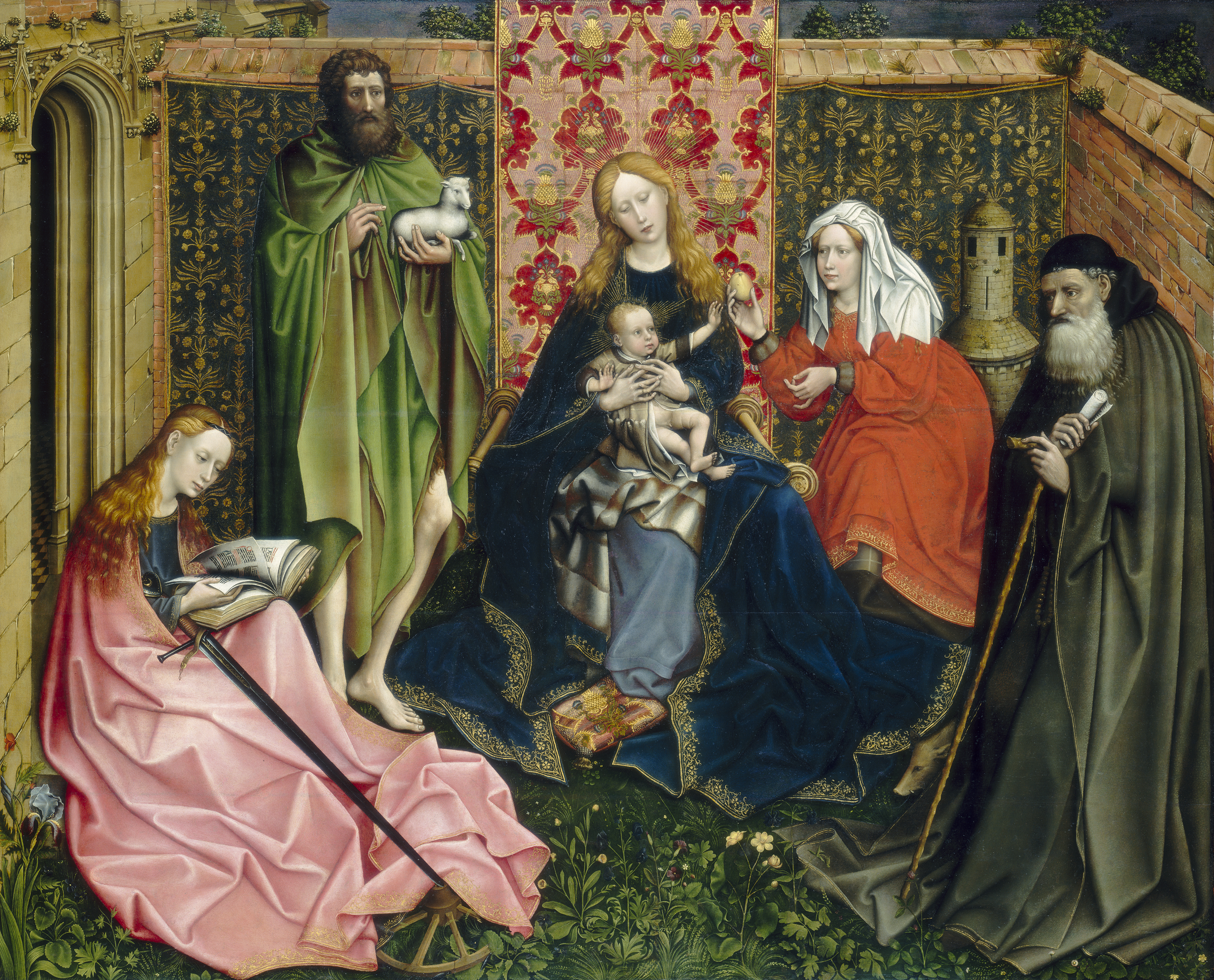
Madonna con bambino e santi nel giardino recintato, c. 1440–1460. Maestro di Flémalle (molto probabilmente Campin stesso) o la bottega di Robert Campin, National Gallery of Art, Washington[54] L'influenza di Campin si può vedere nella Santa Caterina che sta leggendo seduta; nelle decise pieghe del suo vestito e nel giardino chiuso stesso.
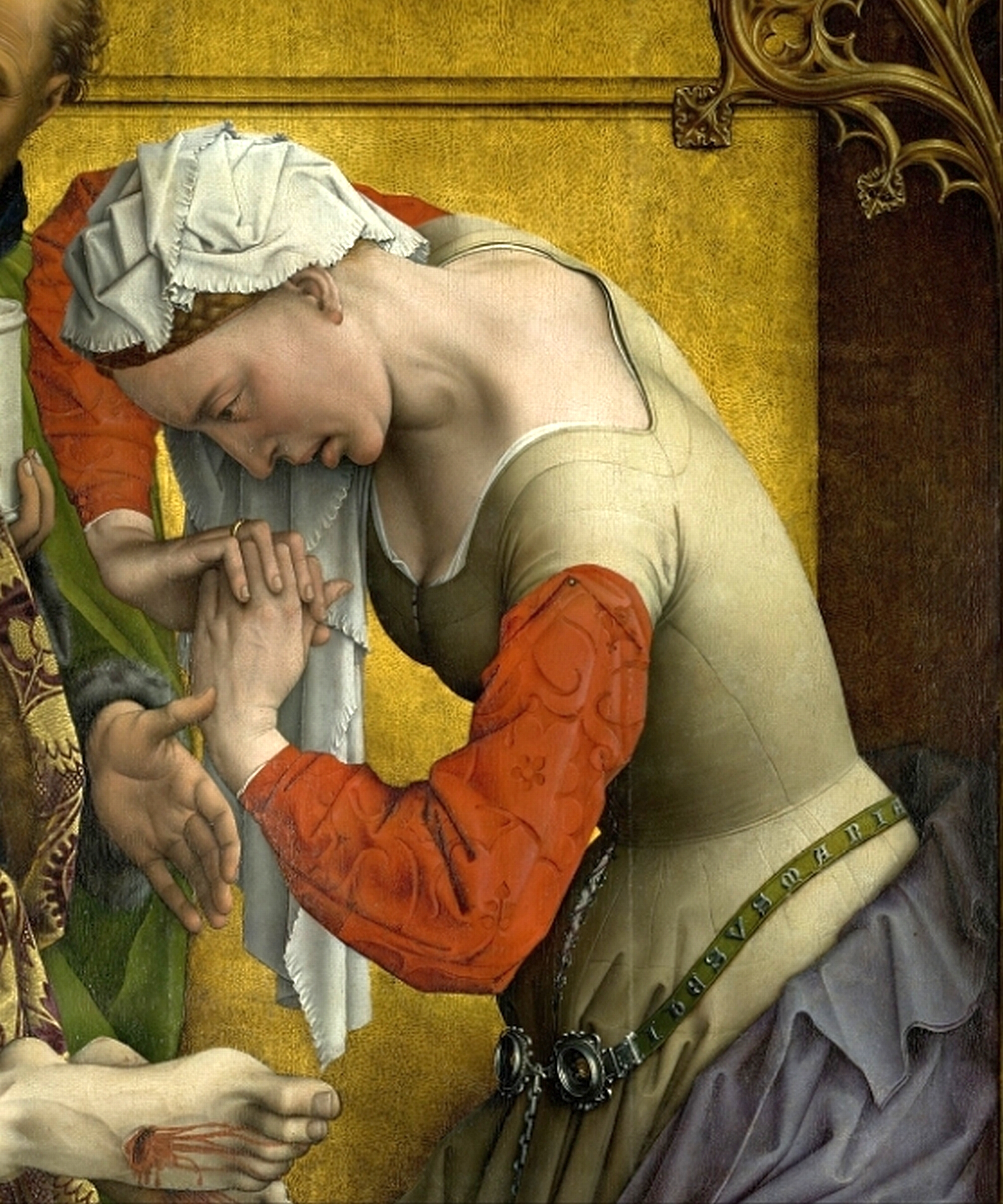
Dettaglio della Deposizione che ritrae Maria Maddalena. La pala d'altare venne completate un anno o due prima della Maddalena leggente.
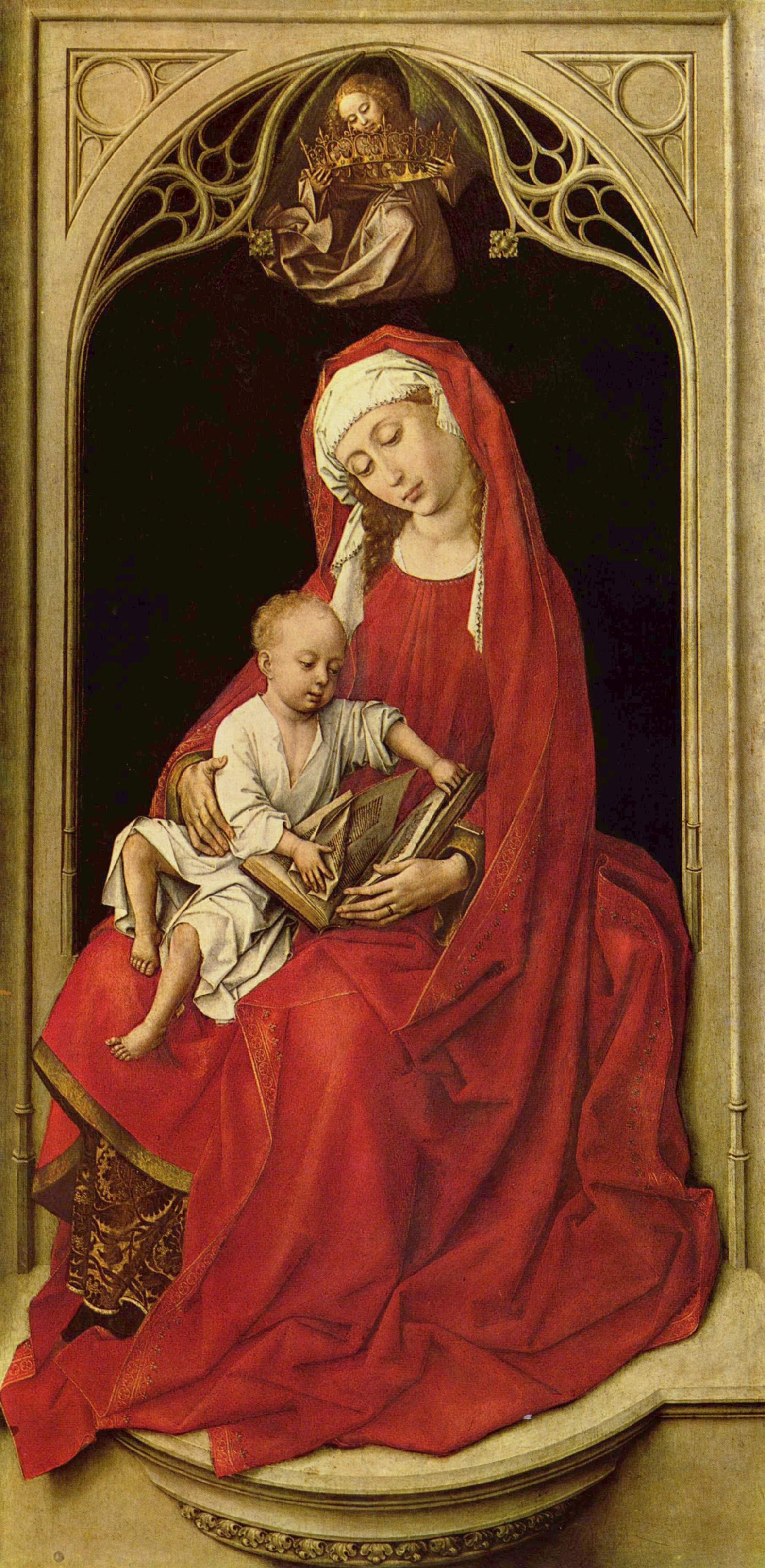
La Madonna Durán, completata all'incirca nello stesso periodo della Maddalena leggente.
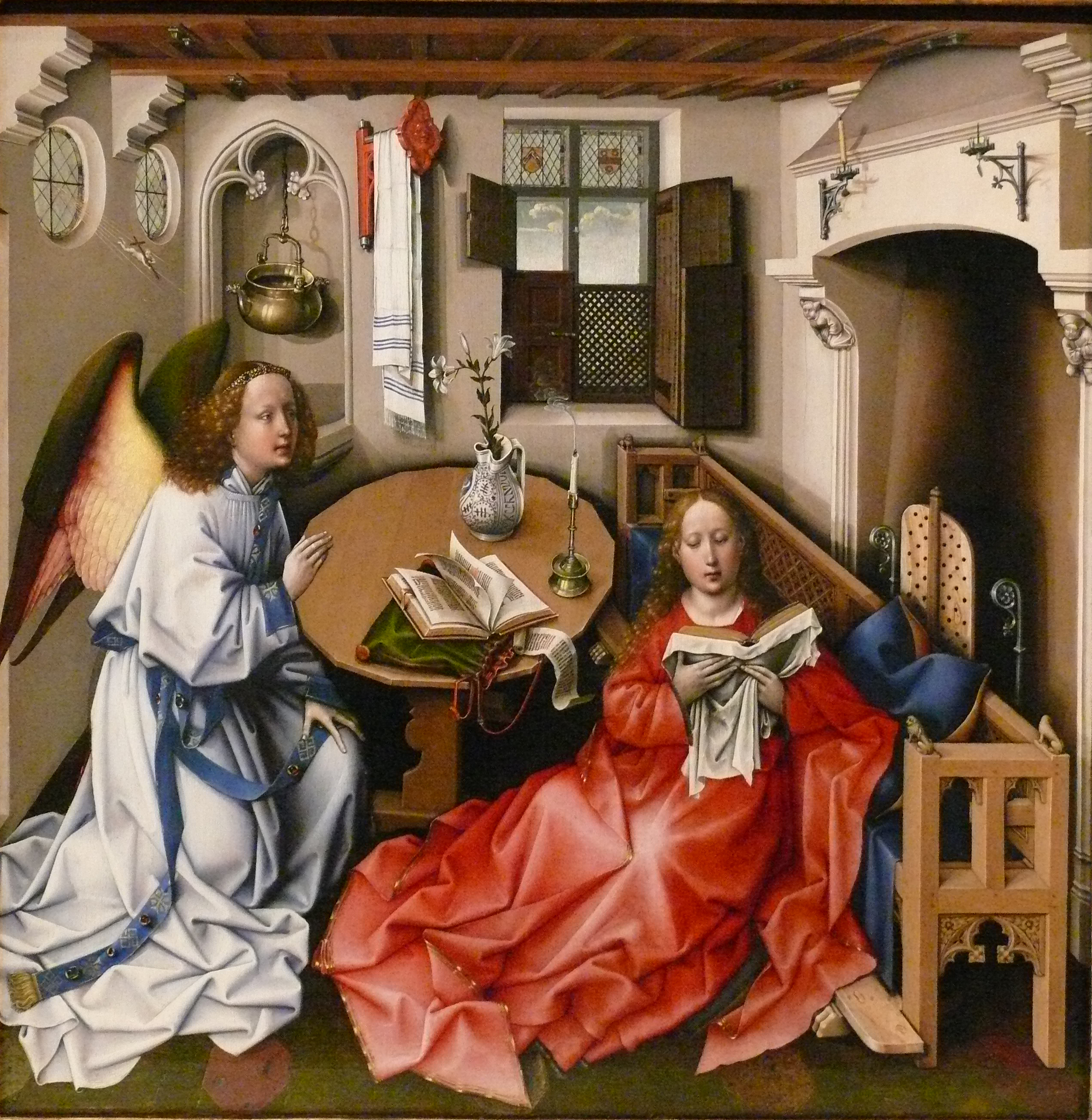
Il Trittico di Mérode di Robert Campin, (pannello centrale), c 1427–1432, Metropolitan Museum of Art, New York.
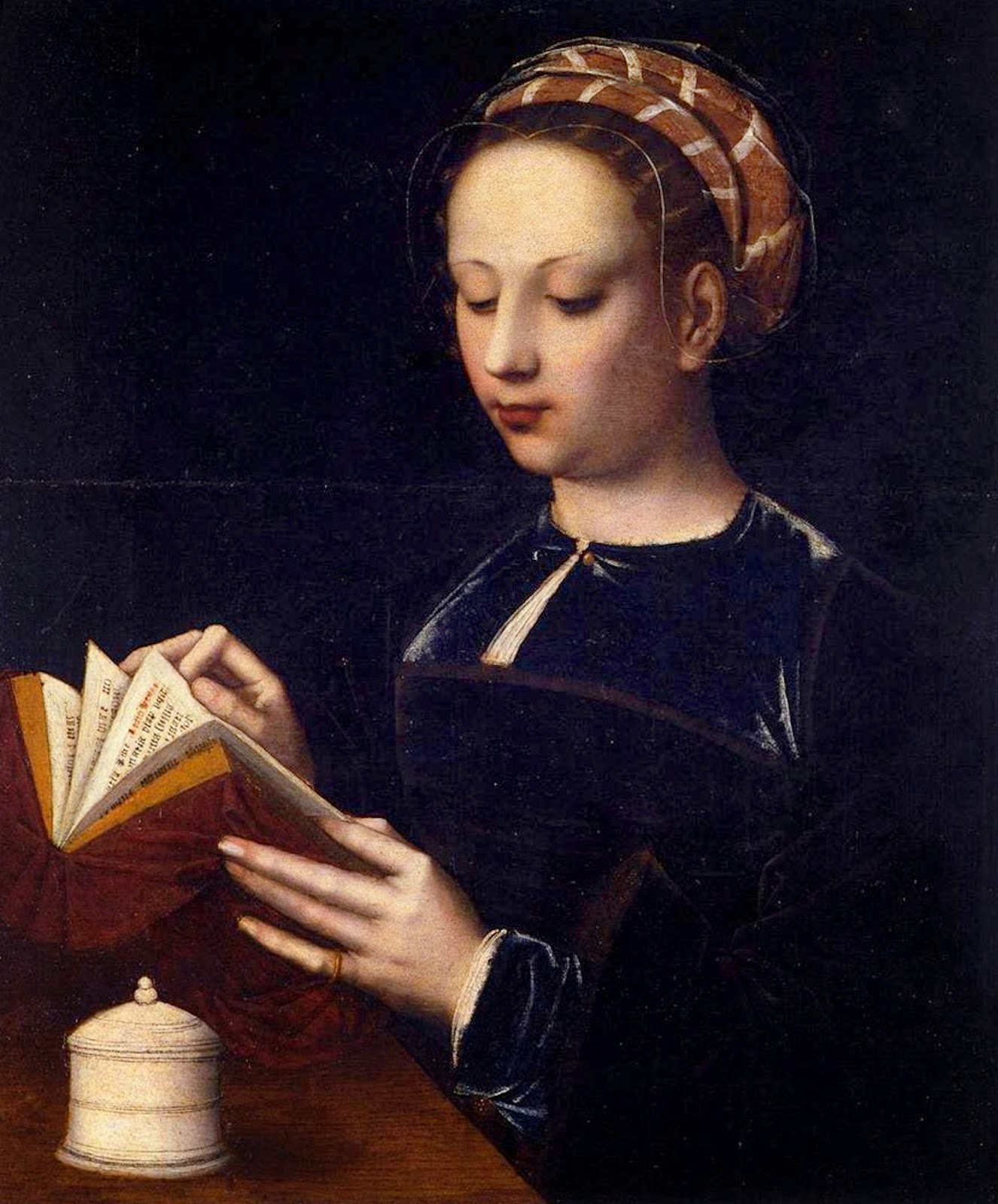
Ambrosius Benson, Maddalena leggente, 1525 circa. Quest'opera considide con van der Weyden l'aenfasi sul volume del libro e la delicatezza con cui sono rese le dita.

### Esplicative
1. ↑  «Poco dopo il completamento della Deposizione, vale a dire nel 1436–1437, Rogier avrebbe prodotto due opere nelle quali i caratteri femminili del quadro dell'Escorial, ancora vagamente flemalleschi, risultano affinati ad una spiritualità superiore: un'importante composizione, forse una Virgo inter Virgines, della quale solo un frammento, la Maddalena leggente della National Gallery di Londra, sopravvive, e la bella Madonna Durán o Madonna in Rosso del Prado». Panofsky (1971), pp. 258–9; il testo è stato scritto prima della pulitura dalle velature.
2. ↑  Nell'arte medievale la Maddalena viene di solito ritratta svestita (a volte coperta solo dai suoi lunghi capelli) oppure in vestiti di solito in rossi, blu o verdi, quasi mai in bianchi. Salih (2002), 130
3. ↑  Entrambi, rispettivamente nel 1957 e nel 1971, hanno pubblicato delle ricostruzioni della pala d'altare basate sulle prove disponibili al tempo. Campbell è responsabile della gran parte degli studi da allora.

### Riferimenti
1. 1 2 3 4   The Magdalen Reading, su nationalgallery.org.uk, National Gallery. URL consultato il 18 agosto 2017.
2. ↑  Giovanni  Giovanni 12,3–8, su laparola.net., Luca  Luca 7,36–48, su laparola.net.
3. ↑  Luca  Lc 7,36–50, su laparola.net.
4. ↑  "Bust of St Catherine ?; Bust of 'St Joseph' Archiviato il 1º ottobre 2009 in Internet Archive.. Museu Gulbenkian, 19 April 2009. Retrieved 25 December 2010.
5. 1 2  Campbell (1998), p. 405.
6. ↑  Davies (1937), pp. 140, 142–145.
7. 1 2  Ward (1971), p. 35.
8. ↑  Ward (1971), p. 28.
9. ↑  Campbell (2004), pp. 7, 126, 127.
10. ↑  Campbell (2009), p. 441.
11. 1 2 3   Charles Derwent, Rogier van der Weyden: Master of Passions, Museum Leuven, Belgium, in The Independent, 27-00-2009. URL consultato il 18 agosto 2017.
12. 1 2  Campbell (2004), p. 50.
13. 1 2  Borchert (2005), p. 203.
14. ↑  Campbell (1998),  13–14, 394.
15. ↑  Campbell (1998), pp. 394-395.
16. 1 2  Campbell (1998), p. 394.
17. ↑  Campbell (1998), p. 395.
18. ↑  Campbell (1997), p. 85.
19. ↑  Campbell (1998), p. 398.
20. ↑  Bjurström (1985), p. 166.
21. 1 2 3 4 5  Campbell (2004), p. 49.
22. ↑  Turudich (2004), p. 198.
23. ↑  Luca  Luca 10,30, su laparola.net.
24. 1 2 3 4  Jones (2011), p. 54.
25. ↑  Luca,  Lc 10, 38-42, su laparola.net.
26. 1 2 3  Potterton (1977), p. 54.
27. ↑  Campbell (1998), pp. 395-396, 398.
28. 1 2  Belloli (2001), p. 58.
29. ↑  Luca  Luca 7,37, su laparola.net.
30. ↑  Campbell (1998), p. 398; Marco  Marco 16,1, su laparola.net. e Luca Luca 24,1, su laparola.net.
31. 1 2  Clark (1960), p. 45.
32. ↑  Campbell (1998), p. 400.
33. ↑  Crispin (2008), p. 157.
34. 1 2  Campbell (1998), p. 402.
35. ↑  Campbell (1998), pp. 396, 402.
36. ↑  Ward (1971), p. 29.
37. 1 2 3 4 5 6  Campbell (1998), pp. 398-400.
38. ↑  Campbell (1998), pp. 394, 398.
39. ↑  Jones, p. 46, 54.
40. ↑  Campell (2009), p. 49.
41. 1 2  Ward (1971), p. 32.
42. ↑  Campbell (2004), p. 34.
43. ↑  Giovanni  Giovanni 11, 2, su laparola.net.
44. ↑   Luca 7, 36-50, su La Parola - La Sacra Bibbia in italiano in Internet.
45. ↑  McNamara (1994), p. 24.
46. 1 2  Badir (2007), p. 212.
47. ↑  Barasch (1987), p. 23.
48. ↑  Green (2007), pp. 10–12, 119.
49. ↑  Jagodzinski (1999), pp. 136-137.
50. ↑  Bolton (2009), p. 174.
51. ↑  Maisch (1998), p. 48.
52. ↑  Ross (1996), p. 170.
53. ↑  Apostolos-Cappadona (2005), p. 215.
54. ↑  Madonna and Child with Saints in the Enclosed Garden Archiviato l'8 novembre 2010 in Internet Archive., National Gallery of Art, Washington, consultato il 18 agosto 2017
55. ↑  Hand e Wolff, pp. 38-9.
56. ↑  Campbell (2004), p. 33.
57. ↑  Sibilla Persica  Consultato il 18 agosto 2017

### Altre letture
- Lorne Campbell, The Materials and Technique of Five Paintings by Rogier van der Weyden and his Workshop, in National Gallery Technical Bulletin, vol. 18, 1997,  pp. 68-86.
- R. White, Medium Analysis of Campin Group Paintings in the National Gallery, in Susan Foister e Susie Nash (a cura di), Robert Campin: New Directions in Scholarship, Anversa, Turnhout, 1996, ISBN 978-2-503-50500-8.